# Rulers of the Sea
Rulers of the Sea is een Amerikaanse dramafilm uit 1939 onder regie van Frank Lloyd. Destijds werd de film in Nederland uitgebracht onder de titel Heerschers der zee.

## Verhaal
David Gillespie is eerste stuurman op een schoener. Hij maakt zich zorgen over het verlies aan manschappen bij tochten op zee. Gillespie maakt kennis met de ingenieur John Shaw uit Liverpool. Hij beweert dat hij een schip kan bouwen dat wordt aangedreven door een stoommachine. De twee mannen besluiten zaken te doen. Bankiers en reders hechten geen geloof aan hun ideeën, maar ze zetten toch door en uiteindelijk begint Shaw aan de bouw van het stoomschip. Wanneer hun schip afbrandt, lijkt het alsof al hun moeite voor niets is geweest.

## Rolverdeling
| Acteur                | Personage                |
| --------------------- | ------------------------ |
| Douglas Fairbanks jr. | David Gillespie          |
| Margaret Lockwood     | Mary Shaw                |
| Will Fyffe            | John Shaw                |
| George Bancroft       | Kapitein Oliver          |
| Montagu Love          | Malcolm Grant            |
| Vaughan Glaser        | Junius Smith             |
| David Torrence        | Donald Fenton            |
| Lester Matthews       | Luitenant Roberts        |
| Alec Craig            | Foreman                  |
| Barlowe Borland       | Magistraat               |
| Wilson Benge          | Campbell                 |
| Harry Allen           | Murdock                  |
| Barry Macollum        | Miller                   |
| David Cavendish       | Lewis                    |
| David Clyde           | Evans                    |
| Charles McAvoy        | O'Brien                  |
| Alan Ladd             | Colin Farrell            |
| Lawrence Grant        | Mijnheer Negley          |
| John Power            | Kapitein van de Dog Star |
| William Haade         | Stoker                   |